# La Virgen castiga al Niño Jesús ante tres testigos: André Breton, Paul Éluard y el pintor
La Virgen castiga al niño Jesús delante de tres testigos: André Breton, Paul Éluard y el pintor (título original en francés: La vierge corrigeant l'enfant Jésus devant tres témoins: André Breton, Paul Éluard et le peintre) es una pintura de Max Ernst de 1926, que se mostró por primera vez en el Salón de los Independientes de París, donde provocó un escándalo.

## Descripción
En una habitación vacía y abierta, una mujer joven con un halo y descalza, vestida con un amplio manto azul arrollado sobre las piernas hasta los tobillos y un vestido rojo ceñido con escote barco y manga larga, está sentada con las piernas separadas en una especie de pedestal cúbico. Levanta su brazo derecho para golpear el trasero ya enrojecido de un niño desnudo de dorado pelo rizado tendido de bruces en su regazo. A la izquierda de la figura, tres personas miran la escena desde fuera a través de una pequeña ventana cuadrada en la pared.
El brazo de la Virgen, levantado para golpear, está doblado por el codo con tanta fuerza que la palma de la mano apunta hacia arriba. El espacio de la escena parece igualmente arbitrario: las paredes parecen estar en ángulos agudos entre sí y muestran una perspectiva irracional. El suelo y la base sobre la que se sienta la Virgen están inclinados hacia el espectador, mientras que las figuras se muestran en una ligera vista desde arriba. Los estrechos límites de la habitación se abren hacia un cielo azul y vacío en el fondo y arriba. La luz que entra sin fuente aparente deja el rostro de la mujer en sombras. Las tres personas que miran por la ventana, cuyo emplazamiento sigue siendo incierto, son retratos de André Breton, de Paul Éluard y del propio pintor. Ernst ha puesto su firma en la aureola del niño, que durante la reprimenda se le ha caído al suelo a la derecha.
El color de la imagen se basa en los colores primarios azul, rojo y amarillo así como un tono tierra en la base, cabello recogido y blanco en la piel. La vestimenta de la Virgen es de los colores puros rojo y azul, los colores de las paredes son rojo y verde mezclados con blanco, con toques amarillo y azul. El suelo presenta un tono gris procedente de la mezcla de azul y un naranja producto de mezclar rojo y amarillo.

## Iconografía

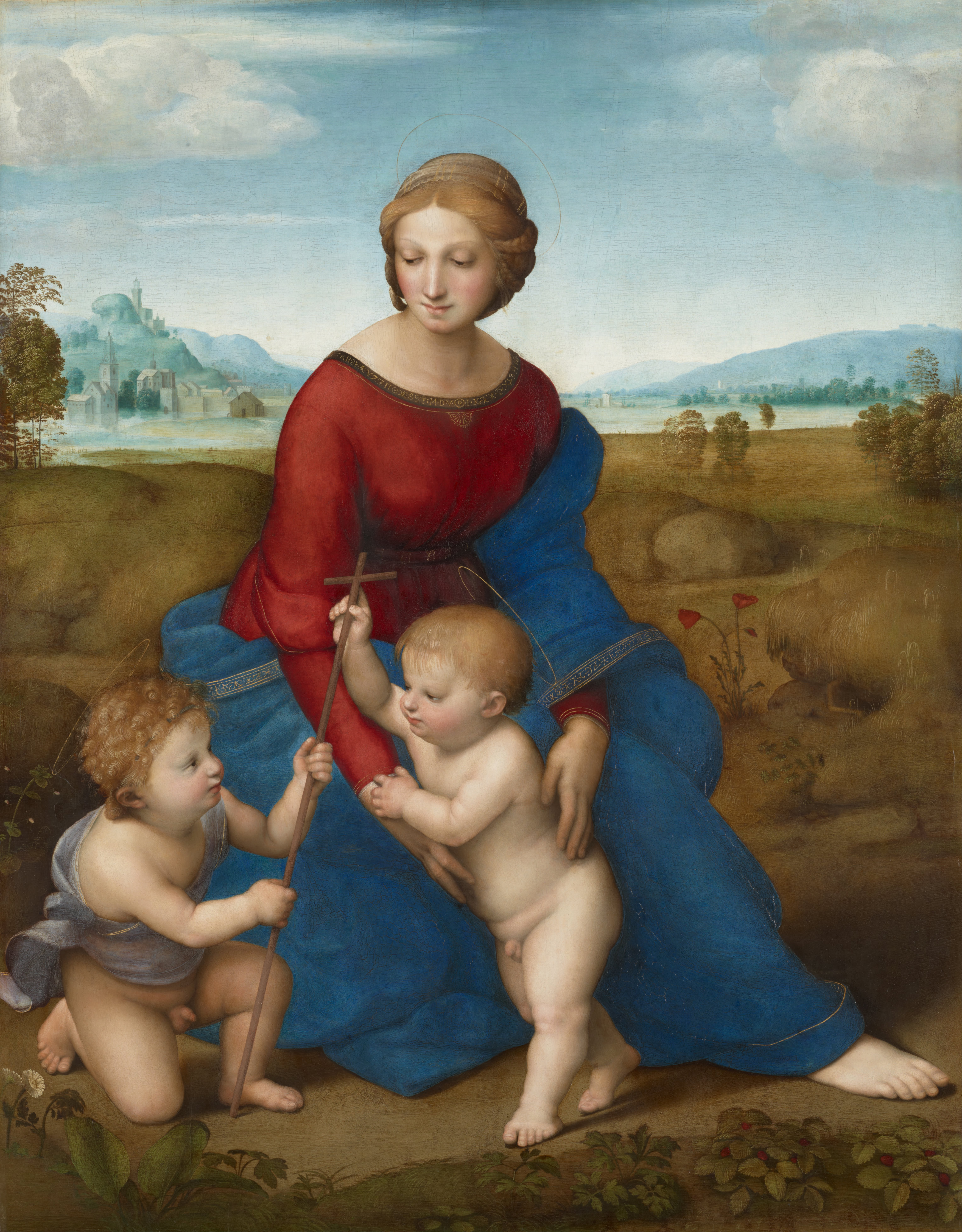
Rafael, Virgen del prado, 1506.

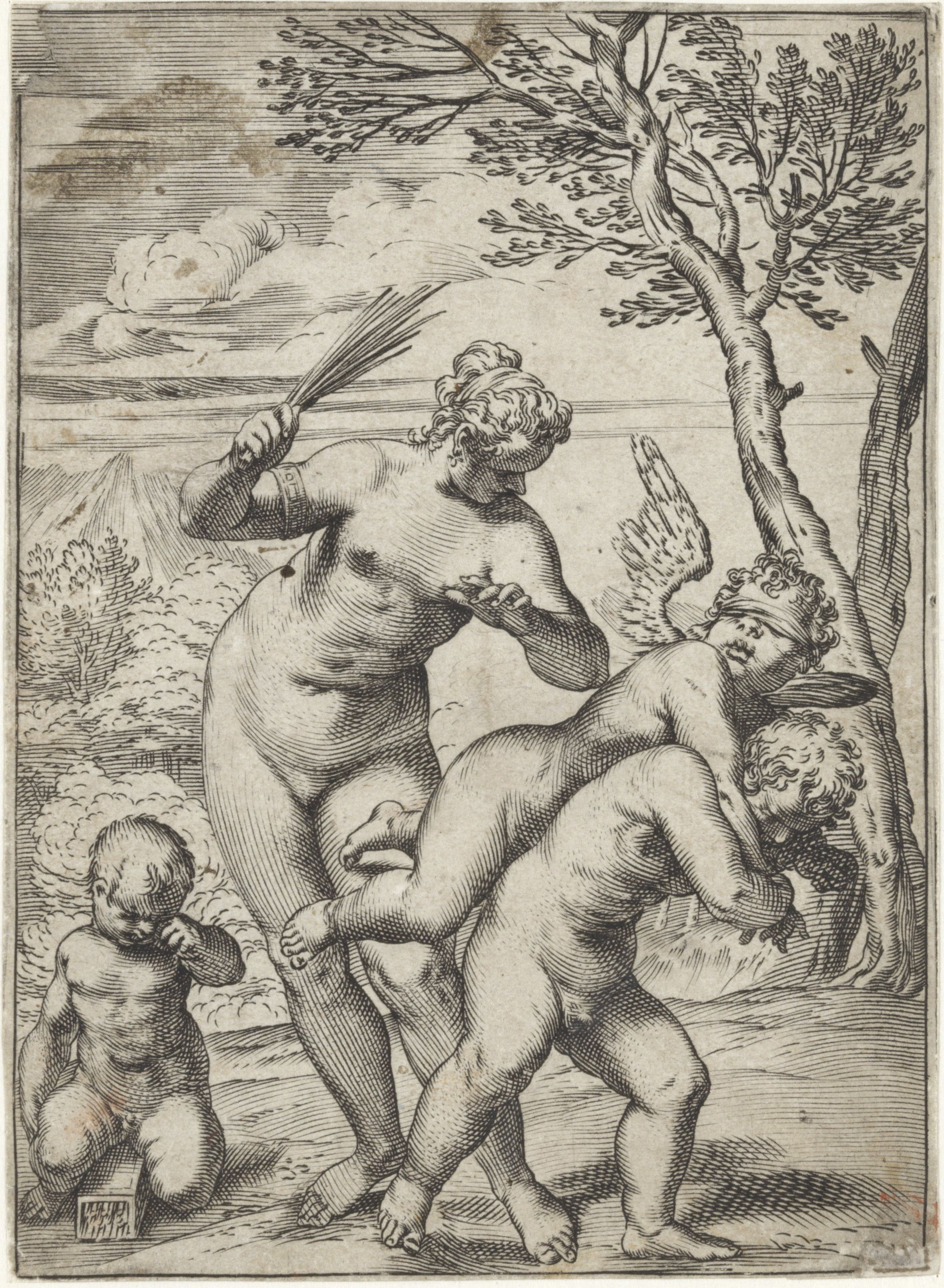
Agostino Carracci, Venus castigando a Cupido, grabado sobre cobre, 1590-1595.

El fino halo dorado de madre e hijo, así como el atuendo en rojo y azul fuertes, están tomados de las representaciones italianas de la Virgen del Renacimiento y del Manierismo y no dejan dudas sobre la conexión entre el motivo apócrifo y muy profano del castigo y el contexto sagrado de la “Madre de Dios”. En cuanto a los miembros extremadamente alargados, el pintor se inspira en artistas manieristas como Parmigianino, especialmente en su Virgen del cuello largo.
Los Reyes Magos de Oriente son otro motivo tradicional que retoma el artista. Pero en lugar de los tres Reyes Magos rindiendo homenaje al Niño Jesús, en la imagen aparecen tres intelectuales vivos como “testigos” que, según una interpretación, en su apariencia distante  representarían una conciencia moderna crítica con la religión.
También se cita el motivo clásico del “Amor poenitus”, el niño Cupido castigado por Venus, un motivo popular en las épocas barroca y rococó: Venus castiga a su hijo Cupido cuando hace demasiadas travesuras como, por ejemplo - según la mitología - cuando la diosa Selene enamorada de Endimión fue tan atacada con sus flechas que se quejó de él ante Venus.

## Forma
La figuración de la Virgen María, con su disposición en forma de triángulo, hace referencia “al esquema compositivo clásico de las imágenes de la Virgen María desde el Renacimiento”. Los “fondos” que determinan el espacio parecen “torcidos e inconsistentes”, como se puede ver, por ejemplo, en la diagonal de la esquina derecha de la imagen, que subraya la firma pero que espacialmente no lleva “a ninguna parte”. La arquitectura, abierta en la parte superior y con paredes que se estrechan en ángulos agudos, recuerda a las construcciones de la etapa expresionista. La perspectiva irracional, inconsistente y el encerramiento del escenario, así como la fuerte supervisión, remiten a la pintura metafísica del pintor italiano Giorgio de Chirico y a los métodos del cubismo.

## Clasificación

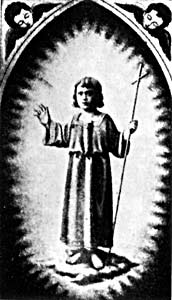
Philipp Ernst: Max Ernst como el niño Jesús, hacia 1896.

La pintura se ve como un puente entre las primeras representaciones dadaístas de Max Ernst y sus composiciones abstractas-surrealistas posteriores. Combina lo profano y lo sagrado de una manera surrealista y, por tanto, se refiere a un proceso central del surrealismo posterior: la combinatoria, un proceso de alienación de lo real. Se dice que esta provocadora representación fue inspirada por André Breton, el “papa” de los surrealistas.
Ya en 1936, diez años después de su creación, la revista francesa Cahiers d'Art se refirió en un número especial a la educación católica de Max Ernst. Max Ernst creció en una familia de profesores católicos. El padre de Ernst era profesor de sordomudos y, como pintor aficionado, había retratado a amigos y familiares. En 1896, el pequeño niño de ojos azules y rubio pelo rizado, vestido con un “punjel” (camisón) rojo, salió por la tarde sin ser visto de la casa familiar con un látigo en la mano. Los peregrinos de Kevelaer lo habían visto y se referían a él con reverencia como "¡Et Kriskink!". Philipp Ernst pintó entonces a su hijo Max como el Niño Jesús con una cruz en la mano en lugar del látigo. El propio Max Ernst insistió en que la obra no tenía nada de misterioso, era porque en su infancia le gustaba que lo retrataran como un niño Jesús y un ángel, pero esto no lo protegió del castigo ocasional de su madre: “Aunque yo era el Niño Jesús, fui azotado por mi madre, que posaba para la Virgen.“ 
El humanista Joachim Kahl interpreta la imagen de la Virgen más allá de ese trasfondo autobiográfico, como plasmación del desapego del artista de la casa de sus padres y su influencia religiosa.

## Recepción

### Crítica
La provocadora imagen atrajo la atención escandalizada del público cuando se presentó por primera vez en 1926. Según Max Ernst, el motivo del rechazo de los círculos clericales de París no fue que el Niño Jesús fuera disciplinado, sino que se le hubiera caído la aureola. El cuadro se exhibiría ese mismo año en una exposición de la “Secesión de Colonia” en el Kölnischer Kunstverein. En ese momento, el arzobispo pidió que lo retiraran de la exposición. Según una entrevista de Spiegel con Max Ernst, un representante del arzobispo Karl Joseph Schulte cerró la reunión católica en Gürzenich con las palabras: “El pintor Max Ernst está excluido de la iglesia" y convocó a la reunión diciendo 'Uff' tres veces. Según Ernst, esto le ahorró impuestos eclesiásticos. El politólogo Klaus von Beyme considera exagerado el escándalo en torno a la primera exposición del cuadro en Colonia: “La afirmación que a veces aparece en la literatura de que el arzobispo de Colonia reprendió el cuadro de Max Ernst [...] no parece ser cierto. En cualquier caso, no había nada justificable”. El Museo Ludwig se expresa así en su archivo de audio para los espectadores del cuadro: “El cuadro causó un gran revuelo en las exposiciones. En 1926, artistas católicos se manifestaron en París y en Colonia el arzobispo hizo retirar el cuadro”. 

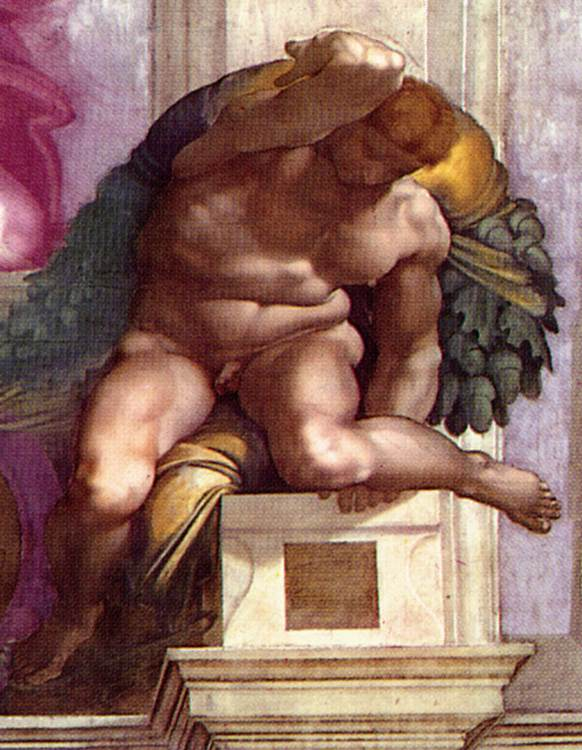
Miguel Ángel, Desnudo, 1511.

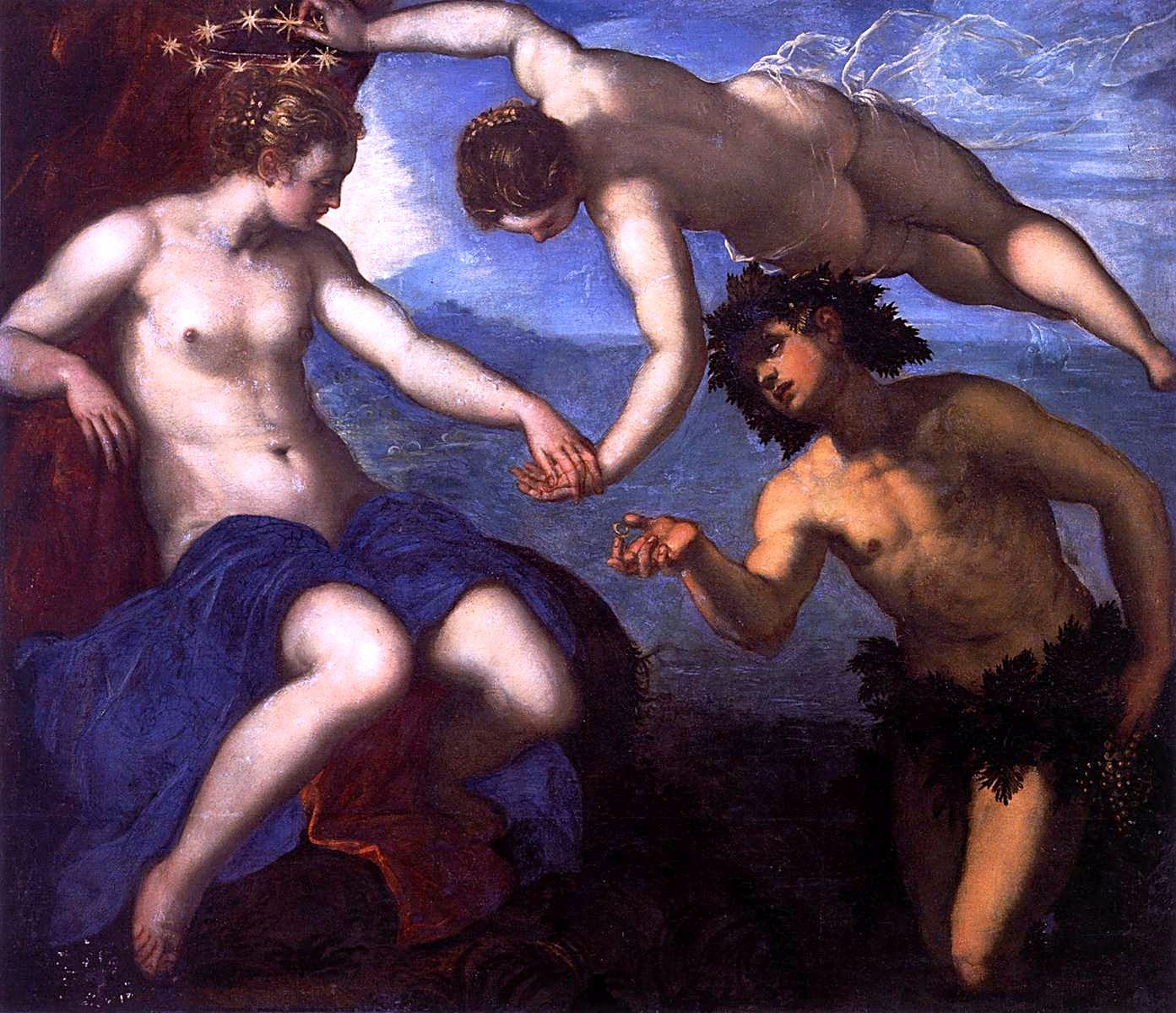
Tintoretto, Baco, Venus y Ariadna, 1578.

### Ciencia
El historiador del arte Roland Krischel hizo referencia al fresco del techo de Miguel Ángel para el Génesis en la Capilla Sixtina, en el que una de las figuras desnudas del marco del Génesis 1, 3-5 se asemeja en su postura a María azotando, así como a un cuadro de Jacopo Tintoretto del Palacio Ducal de Venecia, en la que la figura de Venus se parece a la del niño Jesús, aunque invertida. Basándose en investigaciones informáticas, Krischel sospecha que Max Ernst creó su cuadro a partir de imágenes calcadas de esas pinturas italianas. El collage, la combinación de grabados o fotografías para crear nuevas obras, se puede encontrar a menudo en la obra de Max Ernst.

### Cabaret
En un discurso satírico, el artista de cabaret Jürgen Becker y el narrador Martin Stankowski describieron la percepción de los escándalos relacionados con los abusos sexuales y físicos a través de la imagen sobre las posibilidades del arte durante su pieza de cabaret Plea for the Reintroduction of Corporal Punishment, representada en julio de 2010 en el Museo Ludwig. Desde un punto de vista socialmente crítico, esto estaba relacionado con la pregunta de por qué se golpea a los niños hoy en día. Con el mismo objetivo, Becker mostró en el escenario una copia de gran formato de la imagen en su programa The Artist is Present (2011-2016) como introducción a su “historia del arte”, con un total de alrededor de 120 obras de conocidos artistas que sirven como material ilustrativo. En noviembre de 2012, el programa se mostró en el Museo Max Ernst de Brühl.

## Procedencia
El cuadro entró en la Colección Ludwig en 1984. Los anteriores propietarios eran tres coleccionistas privados de Bruselas y la galería Ernst Beyeler de Basilea.